# No Title as of 13 February 2024 28,340 Dead
NoTitle as of 13 February 2024 28,340 Dead — восьмой студийный альбом канадской пост-рок группы Godspeed You! Black Emeperor!, выпущенный на монреальском лейбле Constellation Records.

## Предыстория
Название отсылает к числу палестинцев в Газе, убитых ракетными ударами со стороны Израиля в промежуток с 7 октября 2023 по 13 февраля 2024 в ходе войны в Газе по версии Министерства здравоохранения Газы. В заявлении об анонсе альбома группа провозгласила: «Нет названия = Какие жесты имеют смысл, когда падают крошечные тела? Какой контекст? Какая ломаная мелодия? А затем бирка и дата, чтобы отметить точку на линии, негативный процесс, растущую кучу».
В феврале 2024 года группа представила премьеру трех новых песен в Knockdown Center в Нью-Йорке.
27 августа 2024 года, отправляясь в тур по Северной Америке, группа анонсировала альбом, выпустив сингл «Grey Rubble — Green Shoots», который был спродюсирован и сведен Джейсом Ласеком, а мастерингом занимался Харрис Ньюман, а также дополнительные даты тура 2025 года по Северной Америке и Европе.

## Отзывы критиков
По данным агрегатора рецензий Metacritic, альбом имеет среднюю оценку 77 из 100 баллов на основе 7 оценок критиков, что указывает на «в целом благоприятные» отзывы.
Far Out назвал альбом альбомом недели, назвав его «политически заряженным шедевром». Журнал Slant Magazine дал альбому 3 звезды из 5 и сказал, что «приверженность Godspeed формуле подрывает внутренняя энергия, которая на протяжении десятилетий была центральным элементом их привлекательности». The Guardian назвал релиз «мощно блестящим» и сказал, что группа «сделала насущный саундтрек для неопределенного и опасного мира». BrooklynVegan сказал, что альбом «обладает сырой насущностью альбома, который был создан быстро и интуитивно, как ответ и саундтрек к продолжающейся массовой трагедии, и он такой же подавляющий, как и любой из лучших альбомов Godspeed». The Skinny описал альбом как «воплощение музыки как искусства», отметив его искаженную, шумную инструментовку. В обзоре подчеркивается отход группы от корпоративного влияния, традиционных структур песен и алгоритмически управляемой длительности треков, что позволяет Godspeed You! Black Emperor донести бескомпромиссное послание.

## Список треков
| №                   | Название                           | Длительность |
| ------------------- | ---------------------------------- | ------------ |
| 1.                  | «Sun Is a Hole Sun Is Vapors»      | 5:32         |
| 2.                  | «Babys in a Thundercloud»          | 13:37        |
| 3.                  | «Raindrops Cast in Lead»           | 13:18        |
| 4.                  | «Broken Spires at Dead Kapital»    | 3:35         |
| 5.                  | «Pale Spectator Takes Photographs» | 11:18        |
| 6.                  | «Grey Rubble – Green Shoots»       | 6:53         |
| Общая длительность: | Общая длительность:                | 54:09        |

Бонус-трек, эксклюзивный для винилового издания
| №                   | Название                                   | Длительность |
| ------------------- | ------------------------------------------ | ------------ |
| 7.                  | «Untitled» (Эмбиент-реприза "Grey Rubble") | 13:05        |
| Общая длительность: | Общая длительность:                        | 67:14        |

Примечания
- Все названия треков стилизованы заглавными буквами

## Принявшие участие в создании альбома
Взято из описания альбома на Bandcamp
- Тьерри Амар — электробас, контрабас
- Дэвид Брайант — электрогитара, магнтитофонные петли
- Тимоти Херцог — ударные, глокеншпиль
- Айдан Гирт — ударные
- Эфрим Менук — электрогитара, магнтитофонные петли
- Майкл Мойя — электрогитара
- Мауро Пецценте — электробас
- Софи Трюдо — скрипка
- Мишель Фидлер Фуэнтес — вокал в «Raindrops Cast in Lead»
- Карл Лемье — фотография на 16-миллиметровую пленку
- Филипп Леонард — фотография на 16-миллиметровую пленку

Примечания
- Фотографии использовались в оформлении альбома